# Sciara cavicata
Sciara cavicata är en tvåvingeart som beskrevs av Frederick Askew Skuse 1888. Sciara cavicata ingår i släktet Sciara och familjen sorgmyggor. Inga underarter finns listade i Catalogue of Life.